# Črna roka
Črna roka je bila teroristična organizacija, aktivna v slovenskih deželah med drugo svetovno vojno, ki je izvajala atentate članov Osvobodilne fronte in slovenskih partizanov. Glavni cilj skupine je bila odprava komunizma in njegovih podpornikov. Črno roko mnogi povezujejo s Katoliško cerkvijo in Slovenskim domobranstvom.

## Ozadje
Zgodovinski zapisi o črni roki so skopi. Viri iz jugoslovanskega obdobja govorijo o "slovenskem gestapu" (v nekaterih primerih je Črna roka morda sodelovala z gestapom, čeprav ni jasno, v kakšnem obsegu). Ime organizacije je morda izhajalo iz "srbske vojaške tradicije".
Dejavnosti organizacije so se začele jeseni leta 1943 na območju Jesenic in Blejske regije. Dejavnosti Črne roke vLjubljani so se začele marca 1944, kasneje pa so se razširile tudi v druge regije. Nekateri viri navajajo, da je bila Črna roka ustanovljena ob domnevnem srečanju protipartizanskih in nacističnih voditeljev februarja 1944 v Trstu.
Črna roka verjetno ni bila povezana z nemškimi okupatorskimi silami, ki so bile ogorčene zaradi anarhičnosti in nenadzorovane narave dejavnosti Črne roke. Nemški okupatorji so domnevno od Črne roke zahtevali poročila o  dejavnostih ali celo aretirali in zasliševali  operativce po pobojih.
Člani so bili mladi in pobožni moški iz podeželja, ki so se verjetno pridružili zaradi vpliva lokalnih verskih avtoritet. Člani so bili povezani tudi s slovenskimi domobranci, četniki in klerikalnimi skupinami. Črna roka je svoja dejanja utemeljila kot obrambo religije oz. vere.
Po vojni je mnogo bivših privržencev Črne roke pobegnilo. Nekateri so bili prijeti in obsojeni na smrtno kazen.

## Atentati
Operativci Črne roke so atentate ponavadi izvajali tako, da so ponoči vdrli v hiše žrtev. Žrtve so umorili tudi pred očmi njihove družine. Žrtve so bile ubite v posteljah ali pa so bile najprej odvedene pod pretvezo, da jih peljejo na zaslišanje. Trupla so pohabili do neprepoznavnosti in jih vrgli v Ljubljanico ali Savo. Po nekaterih navedbah so operativci Črne roke uporabljali policijske avtomobile. Morilci so bili oblečeni v črna oblačila ali v partizanske uniforme, obraze so si zakrili. Morilci so za seboj puščali letake z odtisom črne roke ali vtisnili črni odtis roke na stene, za sabo pa so tudi puščali sporočila, v katerih so kot razlog za atentat navajali domnevno podporo žrtve za komunizem in povzdignili ideale naroda in vere. "Gesla" Črne roke so bila: "Smrt OF!" in "Enkrat si ušel, drugič ne boš. Smrt komunizmu! ". Organizacija je morda imela obveščevalce iz vrst policije in Domobrancev.
Žrtve so bile domnevni člani ali ugledni podporniki Osvobodilne fronte. Črna roka je izvajala tudi mučenja, ustrahovanja, zasliševanja in prikrite poboje ujetnikov slovenskih Domobrancev, ki bi jih morali po prijetju in zaslišanju sicer predati nemškim okupatorjem. Medtem ko so Nemci svoje ujetnike običajno deportirali v koncentracijska taborišča so Domobranci za svoje jetnike želeli ostrejšo in nemudno kazen.

## Žrtve

### Skupno
- 70 žrtev (Žrtve vojne in revolucije, Krogi nasilja med Slovenci v vojnih letih 1941–1945, dr. Boris Mlakar, 2004)[4]
- 129 žrtev, 13 žrtev Črne roke med vojno (Nasilje vojnih in povojnih dni, Vida Deželak Barić, Nevenka Troha (urednica))[4]

### Posamezni umori
- 21. februar 1945: pet članov družine Hotko mučenih in ubitih v Žužemberku - oče, mati in tri hčere